# Kiss & Tell (Sahara Hotnights)
Kiss & Tell è il terzo album in studio del gruppo rock svedese Sahara Hotnights.
La canzone Hot Night Crash è stata inclusa nei videogiochi Burnout 3: Takedown e Tony Hawk's Downhill Jam. La canzone Walk on the Wire è stata inclusa nella serie televisiva Le nuove avventure di Scooby-Doo(What's New, Scooby-Doo?) nell'episodio Ammiratori segreti.

## Tracce
1. Who Do You Dance For? – 2:19
2. Hot Night Crash – 2:41
3. Empty Heart – 2:54
4. Walk on the Wire – 2:54
5. Mind over Matter – 3:17
6. Stupid Tricks – 3:51
7. Nerves – 3:08
8. Stay/Stay Away – 2:58
9. Keep Calling My Baby – 3:29
10. The Difference Between Love and Hell – 4:01
11. Hangin – 3:19